# Landgericht Meseritz (1815–1834)
Das Landgericht Meseritz war von 1815 bis 1834 ein preußisches Landgericht mit Sitz in Meseritz.

## Geschichte
Nach dem Ende der Franzosenzeit wurde die der französische Gerichtsorganisation entsprechende Gerichtsorganisation im Herzogtum Warschau zunächst übernommen. Es bestanden damit Friedensgerichte, darüber Landgerichte und dann das Oberlandesgericht. Das Gericht zweiter Instanz Meseritz wurde als Landgericht Meseritz fortgeführt und dem Oberlandesgericht Posen nachgeordnet. Seinen Sprengel bildeten die Kreise Bomst, Birnbaum und Meseritz. Ihm waren drei Friedensgerichte zugeordnet:
| Friedensgerichte          | Sitz      | Anmerkungen |
| ------------------------- | --------- | ----------- |
| Friedensgericht Birnbaum  | Birnbaum  |             |
| Friedensgericht Meseritz  | Meseritz  |             |
| Friedensgericht Wollstein | Wollstein |             |

Am Gericht war ein Präsident, ein Direktor und fünf Räte beschäftigt. Es war damit ein Landgericht 1. Klasse. Die Richter wirkten bei wesentlichen Fällen als Kollegialorgan.
1834 wurde die Gerichtsorganisation geändert und einheitlich Land- und Stadtgerichte gebildet. In dem – nun verkleinerten – Sprengel des Oberlandesgerichtes Posen bestanden 20 dieser Gerichte, darunter das Land- und Stadtgericht Meseritz als Nachfolger des Landesgerichtes Meseritz. Auch in Birnbaum und Wollstein entstanden Kreisgerichte.